# Guisborough
Guisborough (engelskt uttal: [ˈɡɪzbərə] lyssna (fil)) är en stad och civil parish i grevskapet North Yorkshire i England. Staden ligger i kommunen Redcar and Cleveland, cirka 13 kilometer sydost om Middlesbrough och cirka 9 kilometer söder om Redcar. Tätorten (built-up area) hade 16 979 invånare vid folkräkningen år 2011.